# Otto Hemele
Otakar "Otto" Hemele (Praga, 22 de janeiro de 1926 - 31 de maio de 2001) foi um futebolista checo, que atuava como atacante.

## Carreira
Otto Hemele fez parte do elenco da Seleção Tchecoslovaca de Futebol que disputou a Copa do Mundo de 1954.

## Ligações Externas
- Perfil em FIFA.com (em inglês)